# Skellefteå (commune)
La commune de Skellefteå est une commune suédoise du comté de Västerbotten. 71 950 personnes y vivent. Son chef-lieu se situe à Skellefteå.

## Localités principales
- Bergsbyn
- Boliden
- Bureå
- Burträsk
- Bygdsiljum
- Byske
- Drängsmark
- Ersmark
- Jörn
- Kåge
- Klutmark
- Kusmark
- Lövånger
- Medle
- Myckle
- Örviken
- Ostvik
- Skellefteå
- Skelleftehamn
- Ursviken